# Ҷ̈
Le tché cramponné tréma (capitale Ҷ̈, minuscule ҷ̈) est une lettre de l’alphabet cyrillique utilisée dans l’écriture du wakhi. Elle est composée d’un tché cramponné avec un tréma.

## Utilisation
Le tché cramponné tréma est utilisé dans l’alphabet cyrillique wakhi proposé en 2011.

## Représentations informatiques
Le tché cramponné tréma peut être représenté avec les caractères Unicodes suivants :
- précomposé (cyrillique, diacritiques)

| formes    | représentations | chaînes de caractères | points de code | descriptions                                                 |
| --------- | --------------- | --------------------- | -------------- | ------------------------------------------------------------ |
| capitale  | Ҷ̈               | Ҷ◌̈                    | U+04B6 U+0308  | lettre majuscule cyrillique tché cramponné diacritique tréma |
| minuscule | ҷ̈               | ҷ◌̈                    | U+04B7 U+0308  | lettre minuscule cyrillique tché cramponné diacritique tréma |